# Les cent et une nuits de Simon Cinéma
Les cent et une nuits de Simon Cinéma (br: As Cento e Uma Noites) é um filme francês e britânico de 1995, do gênero comédia, realizado por Agnès Varda.
O filme foi indicado ao Leão de Ouro do Festival de Berlim em 1996.

## Ficha Técnica
- Titul original : Les Cent et une nuits de Simon Cinéma
- Direção : Agnès Varda
- Scénario : Agnès Varda
- Produtor : Dominique Vignet
- Société de production: France 3 Cinéma (França), Ciné Tamaris (França), Recorded Picture Company (RPC)  Grã-Bretanha
- Som : Jean-Pierre Duret
- Fotografia : Éric Gautier
- Montagem : Hugues Darmois
- País de origem : France - Grã-Bretanha
- Formato : Cor - son : Dolby - 1:66 - 35 mm
- Genero : Coméda
- Tempo : 101 minutos
- Data de estreia : 25 de janeiro de 1995 (França) -->

## Elenco
- Michel Piccoli : Simon Cinéma
- Marcello Mastroianni : O amigo italiano
- Henri Garcin : Firmin, o mordomo
- Julie Gayet : Camille Miralis
- Mathieu Demy : Camille, dit Mica
- Emmanuel Salinger : Vincent, revenant des Indes
- Anouk Aimée : Anouk, no flash-back
- Fanny Ardant : La star qui tourne la nuit
- Jean-Paul Belmondo : Professor Bébel
- Romane Bohringer : A menina de roxo
- Sandrine Bonnaire : La vagabonde métamorphosable
- Jean-Claude Brialy : Le guide des Japonais
- Patrick Bruel : O primeiro orador
- Alain Delon : Alain Delon, en visite
- Catherine Deneuve : A estrela-fantasma
- Robert De Niro : O marido da estrela-fantasma no cruseiro
- Gérard Depardieu : Gérard Depardieu, en visite
- Harrison Ford : Harrison Ford em Hollywood
- Denis Sebbah : Robert, dit Bob
- Gina Lollobrigida : A esposa médium do professor Bébel
- Jeanne Moreau : A primeira ex-esposa de M. Cinéma
- Hanna Schygulla : A segunda ex-esposa de M. Cinéma
- Sabine Azéma : Sabine / Irène
- Jane Birkin : Celle qui dit radin
- Leonardo DiCaprio : Um ator mudo em Hollywood
- Arielle Dombasle : A cantora no Garden-party
- Stephen Dorff : Um ator mudo em Hollywood
- Andréa Ferréol : L'étonnée
- Daryl Hannah : Uma atriz muda em Hollywood
- Jean-Pierre Kalfon : O primeiro Jean-Pierre
- Jean-Pierre Léaud : O segundo Jean-Pierre
- Emily Lloyd : Uma atriz muda em Hollywood
- Assumpta Serna : Uma atriz muda em Hollywood
- Martin Sheen : Um ator mudo em Hollywood
- Harry Dean Stanton : Um ator mudo em Hollywood
- Daniel Toscan du Plantier : O segundo orador
- Isabelle Adjani : (imagens de arquivo em Cannes)
- Jean-Hugues Anglade : (imagens de arquivo)
- Daniel Auteuil : (imagens de arquivo)
- Clint Eastwood : (imagens de arquivo)
- Virna Lisi : (imagens de arquivo em Cannes)
- Maximilien Maussion : Le petit clap
- Salomé Blechmans : La petite Lili
- Carole Benoit : La Nïmoise, la servante acrobate
- Weiwei Melk : A Chinesa, servante aux assiettes
- Christian Bouillette : O jardineiro no castelo
- Frédéric Darie : Le laveur de vitres
- Alexia Stresi : Alexia / Fleur de sang
- Antoine Desrosières : Antoine
- Marie Piémontèse : Sylvie
- Jean-Claude Romer : O historiador de cinema
- Daniel Dublet : Um visitante
- Benjamin Salinger : Marco, o irmão de Vincent
- Eléonore Pourriat : Mylène, l'amie de Camille
- Marina Castelnuovo : Celle comme Liz T.
- Vincent Ortmann : O primeiro dos irmãos Lumière
- Francisco Rabal : La voix de Luis Buñuel dans la vache
- Eric Zaouali : O segunda dos irmãos Lumière
- Stéphane Krausz : Le chef op'
- Bernard Bastide : Le garçon de café
- Louis Cézanne : Stéphane
- Michèle Benoist : Uma visitante
- Léonard Vindry : Um visitante
- Bernadette Gomez : Uma visitante
- Bertrand Lalande : Um visitante
- Didier Rouget : L'élève de Mandrake
- Gary Chekchak : O eletricista
- René Basly : Um dos sete anões
- Ludovic Guéguan : Um dos sete anões
- Marcel Guéguan : Um dos sete anões
- François Guillot : Um dos sete anões
- Chérif Hamchaoui : Um dos sete anões
- Filippo Paese : Um dos sete anões
- Nicolas Pissaboeuf : Um dos sete anões
- Sandra Bernhard : A primeira mendiga
- Emmanuelle Gaborit : A segunda mendiga
- Henri Morelle : Le curé-nageur
- Jean-Pierre Moerman : Le notaire
- Elizabeth Taylor